# Institut international d'histoire sociale
 (décembre 2021).
Si vous disposez d'ouvrages ou d'articles de référence ou si vous connaissez des sites web de qualité traitant du thème abordé ici, merci de compléter l'article en donnant les références utiles à sa vérifiabilité et en les liant à la section « Notes et références ».
L'Institut international d'histoire sociale (IIHS, en néerlandais : Internationaal Instituut voor Sociale Geschiedenis, IISG) est un organisme spécialisé dans la recherche sur le mouvement ouvrier, et sur la collecte et la conservation d'archives concernant son domaine de spécialité. Il est situé à Amsterdam.
Il fut fondé en 1935 par Nicolaas Wilhelmus Posthumus.
En 1935, Max Nettlau a vendu son immense collection de livres, journaux, archives et autres documents traitant du socialisme et de l'anarchisme à l'Institut international d'histoire sociale. Ce fonds Nettlau est consultable sur plus de 300 microfilms.
L'Institut international d'histoire sociale possède une partie importante des manuscrits de Karl Marx, ainsi que de Friedrich Engels, Rosa Luxemburg, Anton Pannekoek et Toma Sik.
Depuis 1955, l'IIHS publie l'International Review of Social History.

## Collaborateurs
- Heiner Becker

## Source
1. ↑  David H. Stam, International dictionary of library histories, Fitzroy Dearborn Publishers, 2001 (ISBN 1-57958-244-3 et 978-1-57958-244-9, OCLC 46944624, lire en ligne)
2. ↑  « IISH - Archives », sur iisg.nl (consulté le 6 mai 2023).